# Liste de concerts des Who
Voici une liste de concerts donnés par le groupe de rock britannique The Who.

## Années 1960

### 1962
Le groupe s'appelle encore The Detours et se produit principalement dans la région de Londres. Cette période de l'histoire des Who est mal documentée.
- 7 juillet 1962-8 août 1962 : Paradise Club, Peckham (cinq concerts)
- 1er septembre 1962 : Town Hall, Acton
- 23 novembre 1962 : Grand Ballroom, Broadstairs
- 30 novembre 1962 : Grand Ballroom, Broadstairs

### 1963
- 04/01 : Grand Ballroom, Broadstairs
- 11/01 : The Fox and Goose Hotel, Ealing
- 18/01 : Grand Ballroom, Broadstairs
- 19/01 : CAV Sports Ground, Northolt
- 17/02 : Douglas House, Bayswater
- 17/02 : White Hart Hotel, Acton
- 18/02 : White Hart Hotel, Acton
- 21/02 : Oldfield Hotel, Greenford
- 22/02 : Grand Ballroom, Broadstairs
- 23/02 : Oldfield Hotel, Greenford
- 24/02 : Douglas House, Bayswater
- 24/02 : White Hart Hotel, Acton
- 25/02 : White Hart Hotel, Acton
- 28/02 : Oldfield Hotel, Greenford
- 03/03 : Douglas House, Bayswater
- 03/03 : White Hart Hotel, Acton
- 04/03 : White Hart Hotel, Acton
- 07/03 : Oldfield Hotel, Greenford
- 09/03 : Osterley Hotel, Isleworth
- 10/03 : Douglas House, Bayswater
- 11/03 : White Hart Hotel, Acton
- 13/03 : Mazenod Church Hall, Kilburn
- 14/03 : Oldfield Hotel, Greenford
- 17/03 : Douglas House, Bayswater
- 18/03 : White Hart Hotel, Acton
- 21/03 : Oldfield Hotel, Greenford
- 22/03 : Grand Ballroom, Broadstairs
- 24/03 : Douglas House, Bayswater
- 25/03 : White Hart Hotel, Acton
- 28/03 : Oldfield Hotel, Greenford
- 29/03 : College of Distributive Trade, Londres
- 31/03 : Douglas House, Bayswater
- 01/04 : White Hart Hotel, Acton
- 04/04 : Oldfield Hotel, Greenford
- 06/04 : CAV Sports Ground, Northolt
- 07/04 : Douglas House, Bayswater
- 08/04 : White Hart Hotel, Acton
- 11/04 : Oldfield Hotel, Greenford
- 13/04 : Oldfield Hotel, Greenford
- 14/04 : Douglas House, Bayswater
- 15/04 : White Hart Hotel, Acton
- 18/04 : Oldfield Hotel, Greenford
- 19/04 : Grand Ballroom, Broadstairs
- 21/04 : Douglas House, Bayswater
- 22/04 : White Hart Hotel, Acton
- 25/04 : Oldfield Hotel, Greenford
- 27/04 : Oldfield Hotel, Greenford
- 28/04 : Douglas House, Bayswater
- 29/04 : White Hart Hotel, Acton
- 30/04 : Oldfield Hotel, Greenford
- 05/05 : Douglas House, Bayswater
- 05/05 : White Hart Hotel, Acton
- 09/05 : White Hart Hotel, Acton
- 11/05 : Oldfield Hotel, Greenford
- 12/05 : Douglas House, Bayswater
- 17/05 : Park Hotel, Hanwell
- 18/05 : Oldfield Hotel, Greenford
- 19/05 : Douglas House, Bayswater
- 23/05 : Oldfield Hotel, Greenford
- 24/05 : Grand Ballroom, Broadstairs
- 26/05 : Douglas House, Bayswater
- 26/05 : White Hart Hotel, Acton
  - Derniers concerts des Detours avec Gabby Connolly.
- 28/05 : Oldfield Hotel, Greenford
- 01/06 : Oldfield Hotel, Greenford
- 06/06 : White Hart Hotel, Acton
- 07/06 : Goldhawk Social Club, Shepherd's Bush
- 08/06 : Oldfield Hotel, Greenford
- 09/06 : White Hart Hotel, Acton
- 13/06 : White Hart Hotel, Acton
- 14/06 : GEC Pavilion, Wembley
- 15/06 : Oldfield Hotel, Greenford
- 20/06 : Oldfield Hotel, Greenford
- 22/06 : Millet Arms, Perivale
- 23/06 : White Hart Hotel, Acton
- 27/06 : Oldfield Hotel, Greenford
- 29/06 : Oldfield Hotel, Greenford
- 30/06 : White Hart Hotel, Acton
- 04/07 : Oldfield Hotel, Greenford
- 05/07 : Goldhawk Social Club, Shepherd's Bush
- 06/07 : Oldfield Hotel, Greenford
- 07/07 : White Hart Hotel, Acton
- 11/07 : Oldfield Hotel, Greenford
- 12/07 : Goldhawk Social Club, Shepherd's Bush
- 14/07 : White Hart Hotel, Acton
- 18/07 : Oldfield Hotel, Greenford
- 20/07 : Oldfield Hotel, Greenford
- 21/07 : White Hart Hotel, Acton
- 23/07 : Oldfield Hotel, Greenford
- 25/07 : Oldfield Hotel, Greenford
- 26/07 : The Cavern, Notre Dame Hall, Londres
- 10/08 : Oldfield Hotel, Greenford
- 11/08 : White Hart Hotel, Acton
- 15/08 : White Hart Hotel, Acton
- 16/08 : Goldhawk Social Club, Shepherd's Bush
- 17/08 : Oldfield Hotel, Greenford
- 18/08 : White Hart Hotel, Acton
- 20/08 : Oldfield Hotel, Greenford
- 22/08 : Oldfield Hotel, Greenford
- 25/08 : White Hart Hotel, Acton
- 27/08 : Oldfield Hotel, Greenford
- 29/08 : Oldfield Hotel, Greenford
- 30/08 : The Cavern, Notre Dame Hall, Londres
- 01/09 : White Hart Hotel, Acton
- 05/09 : Oldfield Hotel, Greenford
- 06/09 : Goldhawk Social Club, Shepherd's Bush
- 07/09 : Oldfield Hotel, Greenford
- 08/09 : White Hart Hotel, Acton
- 13/09 : Glenlyn Ballroom, Forest Hill
- 15/09 : White Hart Hotel, Acton
- 19/09 : Oldfield Hotel, Greenford
- 22/09 : White Hart Hotel, Acton
- 26/09 : Oldfield Hotel, Greenford
- 27/09 : The Cavern, Notre Dame Hall, Londres
- 28/09 : Oldfield Hotel, Greenford
- 29/09 : White Hart Hotel, Acton
- 03/10 : Oldfield Hotel, Greenford
- 04/10 : Glenlyn Ballroom, Forest Hill
- 06/10 : St. Mary's Hall, Putney
- 10/10 : Oldfield Hotel, Greenford
- 11/10 : Glenlyn Ballroom, Forest Hill
- 12/10 : Oldfield Hotel, Greenford
- 17/10 : Oldfield Hotel, Greenford
- 24/10 : Oldfield Hotel, Greenford
- 25/10 : Goldhawk Social Club, Shepherd's Bush
- 26/10 : Oldfield Hotel, Greenford
- 27/10 : St. Mary's Hall, Putney
- 31/10 : Oldfield Hotel, Greenford
- 01/11 : Glenlyn Ballroom, Forest Hill
- 07/11 : Oldfield Hotel, Greenford
- 08/11 : Goldhawk Social Club, Shepherd's Bush
- 09/11 : Oldfield Hotel, Greenford
- 14/11 : Oldfield Hotel, Greenford
- 15/11 : Feathers Hotel, Ealing
- 17/11 : St. Mary's Hall, Putney
- 21/11 : Oldfield Hotel, Greenford
- 22/11 : Goldhawk Social Club, Shepherd's Bush
- 24/11 : White Hart Hotel, Acton
- 26/11 : Town Hall, Acton
- 28/11 : Oldfield Hotel, Greenford
- 29/11 : Goldhawk Social Club, Shepherd's Bush
- 30/11 : Railway Hotel, Greenford
- 01/12 : St. Mary's Hall, Putney
- 05/12 : Oldfield Hotel, Greenford
- 06/12 : Glenlyn Ballroom, Forest Hill
- 07/12 : California Ballroom, Dunstable
- 08/12 : St. Mary's Hall, Putney
- 12/12 : Oldfield Hotel, Greenford
- 13/12 : Feathers Hotel, Ealing
- 14/12 : Oldfield Hotel, Greenford
- 15/12 : St. Mary's Hall, Putney
- 19/12 : Oldfield Hotel, Greenford
- 20/12 : Glenlyn Ballroom, Forest Hill
- 22/12 : St. Mary's Hall, Putney
- 29/12 : White Hart Hotel, Acton

### 1965
Les Who donnent leurs premiers concerts hors du Royaume-Uni cette année-là, en France, aux Pays-Bas et en Scandinavie.
- 02/01 : Ealing Club, Londres
- 04/01 : The Red Lion, Leytonstone
- 05/01 : Marquee Club, Londres
- 09/01 : Ealing Club, Londres
- 12/01 : Marquee Club, Londres
- 13/01 : Wolsey Hall, Cheshunt
- 15/01 : Technical College, Chelsea School of Art, Chelsea
- 17/01 : New Theatre, Oxford
- 19/01 : Marquee Club, Londres
- 23/01 : Corn Exchange, Chelmsford
- 23/01 : Club Noreik, Tottenham
- 26/01 : Marquee Club, Londres
- 30/01 : Ealing Club, Londres
- 02/02 : Marquee Club, Londres
- 09/02 : Marquee Club, Londres
- 11/02 : Ealing Club, Londres
- 12/02 : Loughton Youth Center, Loughton
- 13/02 : Waterfront Club, Cliff Hotel, Southampton
- 16/02 : Marquee Club, Londres
- 18/02 : Ealing Club, Londres
- 21/02 : St. Joseph's Hall, Wembley
- 23/02 : Marquee Club, Londres
- 25/02 : Ealing Club, Londres
- 26/02 : Lynx Youth Club, Borehamwood
- 28/02 : Agincourt Ballroom, Camberley
- 02/03 : Marquee Club, Londres
- 03/03 : Le Disque a Go! Go!, Lansdowne, Bornemouth
- 04/03 : Ealing Club, Londres
- 05/03 : Granby Halls, Leicester
- 09/03 : Marquee Club, Londres
- 10/03 : Ealing Club, Londres
- 12/03 : Goldhawk Social Club, Shepherd's Bush
- 13/03 : Club Noreik, Tottenham
- 14/03 : Starlite Ballroom, Greenford
- 16/03 : Marquee Club, Londres
- 17/03 : Ealing Club, Londres
- 19/03 : Public Baths, Royston
- 20/03 : Goldhawk Social Club, Shepherd's Bush
- 21/03 : Trade Union Hall, Watford
- 22/03 : Parr Hall, Warrington
- 23/03 : Marquee Club, Londres
- 24/03 : Ealing Club, Londres
- 25/03 : Blue Opera R&B Club, Cooks Ferry Inn, Edmonton
- 26/03 : Ealing Club, Londres
- 27/03 : Rhodes Centre, Bishop's Stortford
- 28/03 : The Brum Kavern Club, Small Heath
- 30/03 : Marquee Club, Londres
- 31/03 : Bromel Club, Bromley Court Hotel, Bromley
- 01/04 : Town Hall, Wembley
- 02/04 : Loughton Youth Center, Loughton
- 03/04 : London College of Printing, Elephant and Castle
- 04/04 : Plaza Ballroom, Newbury
- 05/04 : The Lakeside R&B Scene, Hendon
- 06/04 : Marquee Club, Londres
- 07/04 : Dacorum College of Further Education, Hemel Hempstead
- 08/04 : Olympia Ballroom, Reading
- 09/04 : Stamford Hall, Altrincham
- 10/04 : The Cavern, Notre Dame Hall, Londres
- 11/04 : Majestic Ballroom, Luton
- 15/04 : Victoria Ballroom, Chesterfield
- 16/04 : Goldhawk Social Club, Shepherd's Bush
- 17/04 : The Florida, Brighton
- 18/04 : Civic Hall, Town Hall, Crawley
- 19/04 : Botwell House, Hayes
- 20/04 : Marquee Club, Londres
- 22/04 : Waterfront Club, Cliff Hotel, Southampton
- 23/04 : Oasis Club, Manchester
- 24/04 : Ricky-Tick Club, Windsor
- 24/04 : Club Noreik, Tottenham
- 25/04 : Trade Union Hall, Watford
- 26/04 : Town Hall, Bridgwater
- 27/04 : Marquee Club, Londres
- 28/04 : Bromel Club, Bromley Court Hotel, Bromley
- 30/04 : Town Hall, Trowbridge
- 01/05 : College of Art and Technology, Leicester
- 02/05 : Dungeon Club, Nottingham
- 03/05 : Majestic Ballroom, Newcastle upon Tyne
- 06/05 : Two Red Shoes Ballroom, Elgin
- 07/05 : Raith Ballroom, Kirkcaldy
- 08/05 : New Palladium Ballroom, Greenock
- 09/05 : De Montfort Hall, Leicester
- 13/05 : Public Hall, Barrow-in-Furness
- 14/05 : Civic Hall, Dunstable
- 15/05 : Neeld Hall, Chippenham
- 16/05 : Town Hall, Stratford
- 17/05 : The Pavilion, Bath
- 18/05 : McIlroy's Ballroom, Swindon
- 19/05 : Corn Exchange, Bristol
- 20/05 : Town Hall, Kidderminster
- 21/05 : Ricky-Tick Club, Plaza Ballroom, Guildford
- 22/05 : Astoria Ballroom, Rawtenstall
- 24/05 : Majestic Ballroom, Reading
- 25/05 : Marquee Club, Londres
- 27/05 : Assembly Hall, Worthing
- 28/05 : Ricky-Tick Club, Windsor
- 29/05 : Pavilion Gardens Ballroom, Buxton
- 30/05 : The King Mojo Club, Sheffield
- 02/06 :  Golf-Drouot, Paris
  - Premier concert des Who hors du Royaume-Uni.
- 04/06 : Trentham Gardens, Stoke-on-Trent
- 05/06 : Loyola Hall, Stamford Hill
- 06/06 : St. Joseph's Hall, Highgate
- 07/06 : Marquee Club, Londres
- 08/06 : Public Hall, Wallington
- 09/06 : Il Rondo, Leicester
- 11/06 : Co-Op Ballroom, Nuneaton
- 12/06 : Town Hall, Dudley
- 13/06 : Manor Lounge Club, Stockport
- 15/06 : Town Hall, High Wycombe
- 16/06 : Town Hall, Stourbridge
- 17/06 : Bowes Lyon House Youth Centre, Stevenage
- 18/06 : Floral Hall Ballroom, Morecambe
- 19/06 : Uxbridge Blues and Folk Festival, Uxbridge
- 19/06 : The Cavern, Notre Dame Hall, Londres
- 20/06 : Blue Moon Club, Hayes
- 24/06 : Town Hall, Greenwich
- 25/06 : Ricky-Tick Club, Windsor
- 26/06 : Town Hall, High Wycombe
- 26/06 : Club Noreik, Tottenham
- 27/06 : Starlite Ballroom, Greenford
- 28/06 : Bluesville Club, Manor House Ballroom, Ipswich
- 29/06 : Burton's Ballroom, Uxbridge
- 30/06 : Town Hall, Farnborough
- 02/07 : The Maple Ballroom, Northampton
- 03/07 : The Gaiety Ballroom, Ramsey
- 04/07 : Community Centre, Southall
- 05/07 : Assembly Rooms, Tunbridge Wells
- 07/07 : The Manor House, Manor House
- 08/07 : Olympia Ballroom, Reading
- 09/07 : Locarno Ballroom, Basildon
- 10/07 : Winter Gardens, Ventnor
- 11/07 : Birdcage Club, Savoy Ballroom, Southsea
- 13/07 : Marquee Club, Londres
- 14/07 : Locarno Ballroom, Stevenage
- 15/07 : Ritz Ballroom, Skewen
  - Premier concert des Who au pays de Galles.
- 15/07 : Glen Ballroom, Llanelli
- 16/07 : Athletic Ground, Cheltenham
- 17/07 : Town Hall, Torquay
- 28/07 : Pontiac Club, Zeeta House, Putney
- 30/07 : New Fender Club, Kenton
- 31/07 : Wilton Hall, Bletchley
- 01/08 : Britannia Theatre, Britannia Pier, Great Yarmouth
- 04/08 : The Witch Doctor Club, St. Leonards, Hastings
- 07/08 : Loyola Hall, Stamford Hill
- 08/08 : Britannia Theatre, Britannia Pier, Great Yarmouth
- 11/08 : Blue Moon Club, Cheltenham
- 12/08 : Dreamland Ballroom, Margate
- 13/08 : Marine Ballroom, Central Pier, Morecambe
- 14/08 : The New Georgian Club, Cowley, Uxbridge
- 15/08 : Britannia Theatre, Britannia Pier, Great Yarmouth
- 19/08 : Assembly Hall, Worthing
- 20/08 : Pavilion Ballroom, Bornemouth
- 21/08 : Palais de Danse, Peterborough
- 22/08 : Britannia Theatre, Britannia Pier, Great Yarmouth
- 23/08 : Corn Exchange, Colchester
- 24/08 : Town Hall, High Wycombe
- 26/08 : City Hall, Salisbury
- 27/08 : Rang-A-Tang Club, The Carnivall Hall, Basingstoke
- 28/08 : Matrix Hall, Coventry
- 29/08 : The King Mojo Club, Sheffield
- 30/08 : Sophia Gardens, Cardiff
- 01/09 : Top Rank Suite, Hanley
- 03/09 : California Ballroom, Dunstable
- 04/09 : Spa Royal Hall, Bridlington
- 08/09 : Town Hall, Farnborough
- 10/09 : Borough Assembly Hall, Aylesbury
- 11/09 : Imperial Ballroom, Nelson
- 12/09 : Oasis Club, Manchester
- 17/09 : Gaiety Ballroom, Grimsby
- 18/09 : Drill Hall, Grantham
- 19/09 : Savoy Ballroom, Southsea
- 21/09 :  De Marathon, La Haye
- 25/09 :  K.B. Hallen, Copenhague
- 25/09 :  Folkets Hus, Elseneur
- 26/09 :  Fredrikstorv, Aalborg
- 26/09 :  Hallen, Aarhus
- 01/10 : Dungeon Club, Nottingham
- 02/10 : Agincourt Ballroom, Camberley
- 03/10 : The Twisted Wheel Club, Manchester
- 06/10 : Kinema Ballroom, Dunfermline
- 08/10 : City Halls, Perth
- 09/10 : Market Assembly Hall, Carlisle
- 10/10 :  Cirkus, Göteborg
- 10/10 :  Johanneshovs Isstadion, Stockholm
- 14/10 : Skating Rink, Camborne
- 15/10 : Hillside Ballroom, Hereford
- 16/10 : Baths Ballroom, Scunthorpe
- 20/10 : Top Rank Ballroom, Southampton
- 22/10 : Pill Social Centre, Milford Haven
- 23/10 : Rhodes Centre, Bishop's Stortford
- 24/10 : Carlton Ballroom, Slough
- 25/10 : Trade Union Hall, Watford
- 28/10 : Locarno Ballroom, Swindon
- 29/10 : Starlite Ballroom, Greenford
- 30/10 : Université de Manchester
- 31/10 : Cavern Club, Liverpool
- 01/11 : Bluesville Club, The Baths Hall, Ipswich
- 02/11 : Marquee Club, Londres
- 03/11 : Locarno Ballroom, Stevenage
- 04/11 : Queen's Hall, Barnstaple (annulé)
- 06/11 : St. George's Ballroom, Hinckley
- 07/11 : The King Mojo Club, Sheffield
- 13/11 :  La Locomotive, Paris
- 15/11 : The Pavilion, Bath
- 16/11 : Winter Gardens, Malvern
- 17/11 : Queen Mary College, Stepney
- 19/11 : Empire Pool, Wembley
- 20/11 : The Florida, Brighton
- 23/11 : Dorothy Ballroom, Cambridge
- 24/11 : Town Hall, Stourbridge
- 26/11 : Wimbledon Palais, Wimbledon
- 27/11 : Marquee Dance Club, Birmingham
- 28/11 : Oasis Club, Manchester
- 29/11 : St Andrew's Hall, Norwich
- 30/11 : Town Hall, High Wycombe
- 01/12 : Wolsey Hall, Cheshunt
- 04/12 : Corn Exchange, Chelmsford
- 05/12 : The White Lion Hotel, Edgware
- 06/12 : Eltham Baths, Eltham Hill
- 08/12 : Corn Exchange, Bristol
- 09/12 : The Guildhall, Plymouth
- 11/12 : Université de Southampton
- 12/12 : New Barn Club, Brighton
- 13/12 : Federation Club, Norwich
- 15/12 : University College, Swansea
- 16/12 : Town Hall, Kidderminster
- 17/12 : Ricky-Tick Club, Windsor
- 18/12 : Birdcage Club, Portsmouth
- 19/12 : Ricky-Tick Club, Guildford
- 21/12 : Marquee Club, Londres
- 23/12 : Pavilion Ballroom, Worthing
- 24/12 : Pier Ballroom, Hastings

### 1966
- 02/04 :  La Locomotive, Paris
- 07/05 :  National Stadium, Dublin
- 08/05 :  Arcadia Ballroom, Cork
- 02/06 :  Grona Lund, Stockholm
- 03/06 :  Kungsparken, Kungsör
- 03/06 :  Liljekonvaljeholmen, Uppsala
- 04/06 :  Högbo Bruk, Sandviken
- 04/06 :  Berget, Söderhamn
- 05/06 :  Traffen, Nyköping
- 05/06 :  Idrottshuset, Örebro
- 07/06 :  Hit House, Copenhague
- 07/06 :  Fyens Forum, Odense
- 12/10 :  Club 192, La Haye
- 20/10 :  Herlev Hallen, Copenhague
- 21/10 :  Konserthallen, Göteborg
- 22/10 :  Jagersbo-Höör, Höör
- 22/10 :  Gislovs Stjarna, Simrishamn
- 23/10 :  Fyens Forum, Odense
- 23/10 :  MFF-Stadion, Malmö
- 24/10 :  Folkparken, Halmstad
- 25/10 :  Club Nalen, Stockholm
- 28/10 :  Palais d'Hiver, Lyon
- 30/10 :  Sportpalast, Berlin
- 05/11 :  Messehalle, Sarrebourg
- 06/11 :  Kongresshalle, Cologne
- 07/11 :  Rheinhalle, Düsseldorf

### 1967
- 23/02 :  Palazzetto dello Sport, Turin
- 24/02 :  Palazzetto dello Sport, Bologne
- 24/02 :  Palalido, Milan
- 25/02 :  Piper Club, Milan
- 26/02 :  Palazzetto dello Sport, Rome
- 26/02 :  Piper Club, Rome
- 08/04 :  Messehalle, Nuremberg
- 09/04 :  Thalia-Theater, Wuppertal
- 10/04 :  Jaguar-Club, Herford
- 11/04 :  Rheinhalle, Düsseldorf
- 12/04 :  Friedrich-Ebert-Halle, Ludwigshafen
- 13/04 :  Circus-Krone-Bau, Munich
- 14/04 :  Münsterland Halle, Münster
- 15/04 :  Siegerlandhalle, Siegen
- 15/04 :  Rhein-Main Halle, Wiesbaden
- 16/04 :  Oberschwabenhalle, Ravensbourg
- 16/04 :  Donauhalle, Ulm
- 19/04 :  Stadthalle, Brême
- 30/04 :  Jäähallissa, Helsinki
- 02/05 :  Njardhallen, Oslo
- 03/05 :  Cirkus, Göteborg
- 04/05 :  Rigoletto, Jönköping
- 04/05 :  Masshallen, Norrköping
- 05/05 :  Sporthallen, Eskilstuna
- 06/05 :  Kungliga tennishallen, Stockholm
- 07/05 :  Sommarlust, Kristianstad
- 07/05 :  MFF-Stadion, Malmö
- 20/05 :  Woluwe-Saint-Lambert
- 13/07 :  Stampede Corral, Calgary
- 15/07 :  Center Coliseum, Seattle
- 17/07 :  The Agrodome, Vancouver
- 03/08 :  Dane County Memorial Coliseum, Madison
- 09/08 :  Maple Leaf Gardens, Toronto
- 21/08 :  New Edmonton Gardens, Edmonton
- 22/08 :  Winnipeg Arena, Winnipeg

### 1968
- 20/01 :  Festival Hall, Brisbane
- 22/01 :  Stadium, Sydney
- 23/01 :  Stadium, Sydney
- 25/01 :  Festival Hall, Melbourne
- 26/01 :  Festival Hall, Melbourne
- 27/01 :  Centenial Hall, Adélaïde
- 29/01 :  Town Hall, Auckland
- 31/01 :  Town Hall, Wellington
- 01/03 :  The Agrodome, Vancouver
- 02/03 :  New Edmonton Gardens, Edmonton
- 07/04 :  CNE Coliseum, Toronto
- 27/03 :  Forum, Montréal
- 10/07 :  Stampede Corral, Calgary
- 11/07 :  Saskatoon Arena, Saskatoon
- 15/07 :  Memorial Centre, Kingston
- 16/07 :  Civic Centre, Ottawa
- 17/07 :  Autostade, Montréal
- 03/08 :  Majestic Hills Theater, Lake Geneva
- 26/08 :  Fort William Gardens, Fort William

### 1969
- 19 mai 1969 :  Rock Pile Club, Toronto
- 21 mai 1969 :  Capitol Theatre, Ottawa
- 7 juin 1969 :  Majestic Hills Theater, Lake Geneva
- 29 septembre 1969 :  Concertgebouw, Amsterdam
- 14 octobre 1969 :  CNE Coliseum, Toronto
- 15 octobre 1969 :  Capitol Theatre, Ottawa
- 14 décembre 1969 :  London Coliseum, Londres
  - Ce concert est filmé. Il paraît en 2008 sur le deuxième disque du film The Who at Kilburn: 1977.

## Années 1970

### 1970

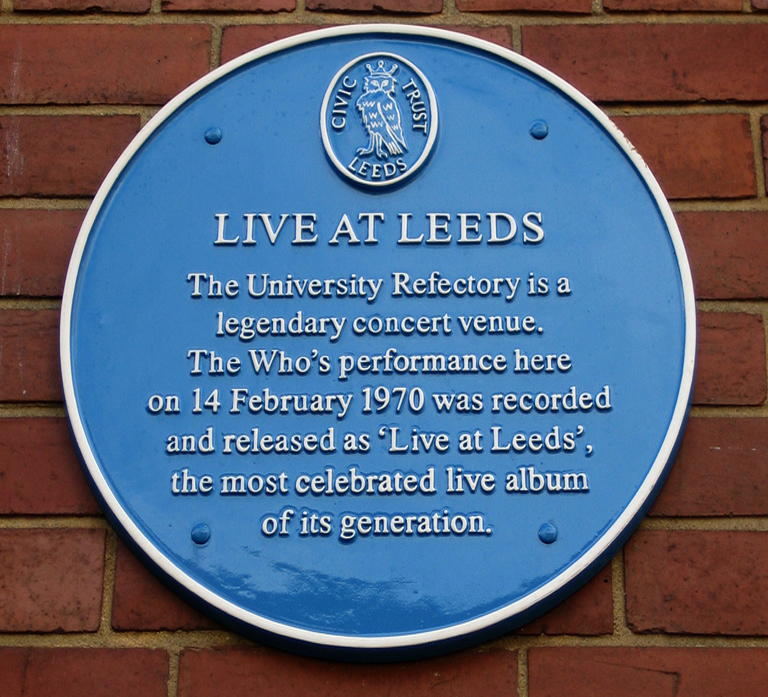
Blue plaque commémorant le concert du 14 février à l'université de Leeds.

- 16/01 :  Théâtre des Champs-Élysées, Paris
- 17/01 :  Théâtre des Champs-Élysées, Paris
- 24/01 :  Det Konglige Teater, Copenhague
- 26/01 :  Stadt Opernhaus, Cologne
- 27/01 :  Stadt Opernhaus, Hambourg
- 28/01 :  Theater des Westens, Berlin
- 30/01 :  Concertgebouw, Amsterdam
- 14/02 :  Université de Leeds, Leeds
  - Enregistré sur l'album Live at Leeds (1970).
- 15/02 :  City Hall, Hull
  - Enregistré sur l'album Live at Hull 1970 (2012).
- 18/04 :  Université de Leicester, Leicester
- 25/04 :  Université de Nottingham, Nottingham
- 27/04 :  Civic Hall, Dunstable
- 01/05 :  Université d'Exeter, Exeter
- 02/05 :  Université de Sheffield, Sheffield
- 08/05 :  Université du Kent, Canterbury
- 09/05 :  Université de Manchester, Manchester
- 15/05 :  Université de Lancaster, Lancaster
- 16/05 :  Université d'York, York
- 07/06 :  Metropolitan Opera, New York
- 09/06 :  Mammoth Gardens, Denver
- 10/06 :  Mammoth Gardens, Denver
- 13/06 :  Convention Hall, Community Concourse, San Diego
- 14/06 :  Anaheim Stadium, Oakland
- 15/06 :  Berkeley Community Theatre, Berkeley
- 16/06 :  Berkeley Community Theatre, Berkeley
- 19/06 :  Dallas Memorial Auditorium, Dallas
- 20/06 :  Université de Houston, Houston
- 21/06 :  Ellis Auditorium, Memphis
- 22/06 :  Municipal Auditorium, Atlanta
- 24/06 :  The Spectrum, Philadelphie
- 25/06 :  Music Hall, Cincinnati
- 26/06 :  Music Hall, Cincinnati
- 27/06 :  Music Hall, Cleveland
- 29/06 :  Merriweather Post Pavilion, Columbia
- 01/07 :  Auditorium Theater, Chicago
- 02/07 :  Freedom Palace, Kansas City
- 03/07 :  Minneapolis Auditorium, Minneapolis
- 04/07 :  Auditorium Theater, Chicago
- 05/07 :  Cobo Arena, Détroit
- 07/07 :  Music Shed, Tanglewood, Lenox
- 25/07 :  Civic Hall, Dunstable
- 08/08 :  The Belfry, Wishaw, Sutton Coldfield
- 24/08 :  Civic Hall, Wolverhampton
- 29/08 :  Festival de l'île de Wight
  - Enregistré sur l'album Live at the Isle of Wight Festival 1970 (1996).
- 12/09 :  Münsterland Halle, Münster
- 13/09 :  Stadthalle, Offenbach
- 16/09 :  De Doelen, Rotterdam
- 17/09 :  Concertgebouw, Amsterdam
- 20/09 :  Falkoner Centret Teatret, Copenhague
- 21/09 :  Vejlby Risskov Hallen, Aarhus
- 06/10 :  Sophia Gardens Pavilion, Cardiff
- 07/10 :  Free Trade Hall, Manchester
- 08/10 :  Orchid Ballroom, Purley
- 10/10 :  Université du Sussex, Brighton
- 11/10 :  Odeon Cinema, Birmingham
- 13/10 :  Locano Ballroom, Leeds
- 18/10 :  Odeon Cinema, Lewisham
- 22/10 :  ABC Cinema, Stockton-on-Tees
- 23/10 :  Green's Playhouse, Glasgow
- 24/10 :  Université de Sheffield, Sheffield
- 25/10 :  Empire Theatre, Liverpool
- 26/10 :  Trentham Gardens, Stoke-on-Trent
- 29/10 :  Hammersmith Palais, Londres
- 21/11 :  Université de Leeds, Leeds
- 28/11 :  Lanchester College, Coventry
- 05/12 :  The Lads' Club, Norwich
- 15/12 :  Mayfair Ballroom, Newcastle
- 16/12 :  Futurist Theatre, Scarborough
- 20/12 :  The Roundhouse, Londres

### 1971
- 04/01 :  Young Vic, Londres
- 14/02 :  Young Vic, Londres
- 15/02 :  Young Vic, Londres
- 01/03 :  Young Vic, Londres
- 25/04 :  Young Vic, Londres
- 26/04 :  Young Vic, Londres
  - Les chansons Naked Eye et Water sont parues sur la réédition CD de Who's Next en 1995. L'édition deluxe de 2003 ajoute un disque entier provenant de ce concert.
- 07/05 :  Fillmore North, Top Rank Suite, Sunderland
- 13/05 :  Kinetic Circus, Mayfair Suite, Birmingham
- 14/05 :  Université de Liverpool, Liverpool
- 23/05 :  Caird Hall, Dundee
- 01/07 :  Assembly Hall, Worthing
- 03/07 :  City Hall, Sheffield
- 04/07 :  De Montfort Hall, Leicester
- 08/07 :  The Pavilion, Bath
- 10/07 :  Civic Hall, Dunstable
- 12/07 :  The Winter Garden, Eastbourne
- 29/07 :  Forest Hills Tennis Stadium, Forest Hills
- 29/07 :  Forest Hills Tennis Stadium, Forest Hills
- 31/07 :  Forest Hills Tennis Stadium, Forest Hills
- 02/08 :  Center for the Performing Arts, Saratoga Springs
- 03/08 :  The Spectrum, Philadelphie
- 04/08 :  Music Hall, Boston
- 05/08 :  Music Hall, Boston
- 06/08 :  Music Hall, Boston
- 07/08 :  Music Hall, Boston
- 09/08 :  War Memorial Auditorium, Rochester
- 10/08 :  Civic Arena, Pittsburgh
- 12/08 :  Public Music Hall, Cleveland
- 13/08 :  O'Hara Arena, Dayton
- 14/08 :  Cobo Arena, Détroit
- 15/08 :  Metropolitan Sports Center, Minneapolis
- 16/08 :  Southern Illinois University, Edwardsville
- 17/08 :  Auditorium Theatre, Chicago
- 18/08 :  Auditorium Theatre, Chicago
- 19/08 :  Auditorium Theatre, Chicago
- 01/12 :  Sam Houston Coliseum, Houston
- 02/12 :  Dallas Memorial Auditorium, Dallas
- 04/12 :  Denver Coliseum, Denver
- 05/12 :  Denver Coliseum, Denver
- 07/12 :  Arizona Veterans Memorial Coliseum, Phoenix
- 08/12 :  Sports Arena, San Diego
- 09/12 :  The Forum, Los Angeles
- 10/12 :  Long Beach Arena, Long Beach
- 12/12 :  Civic Auditorium, San Francisco
- 13/12 :  Civic Auditorium, San Francisco
- 15/12 :  Center Coliseum, Seattle

### 1972
- 11/08 :  Festhalle, Francfort

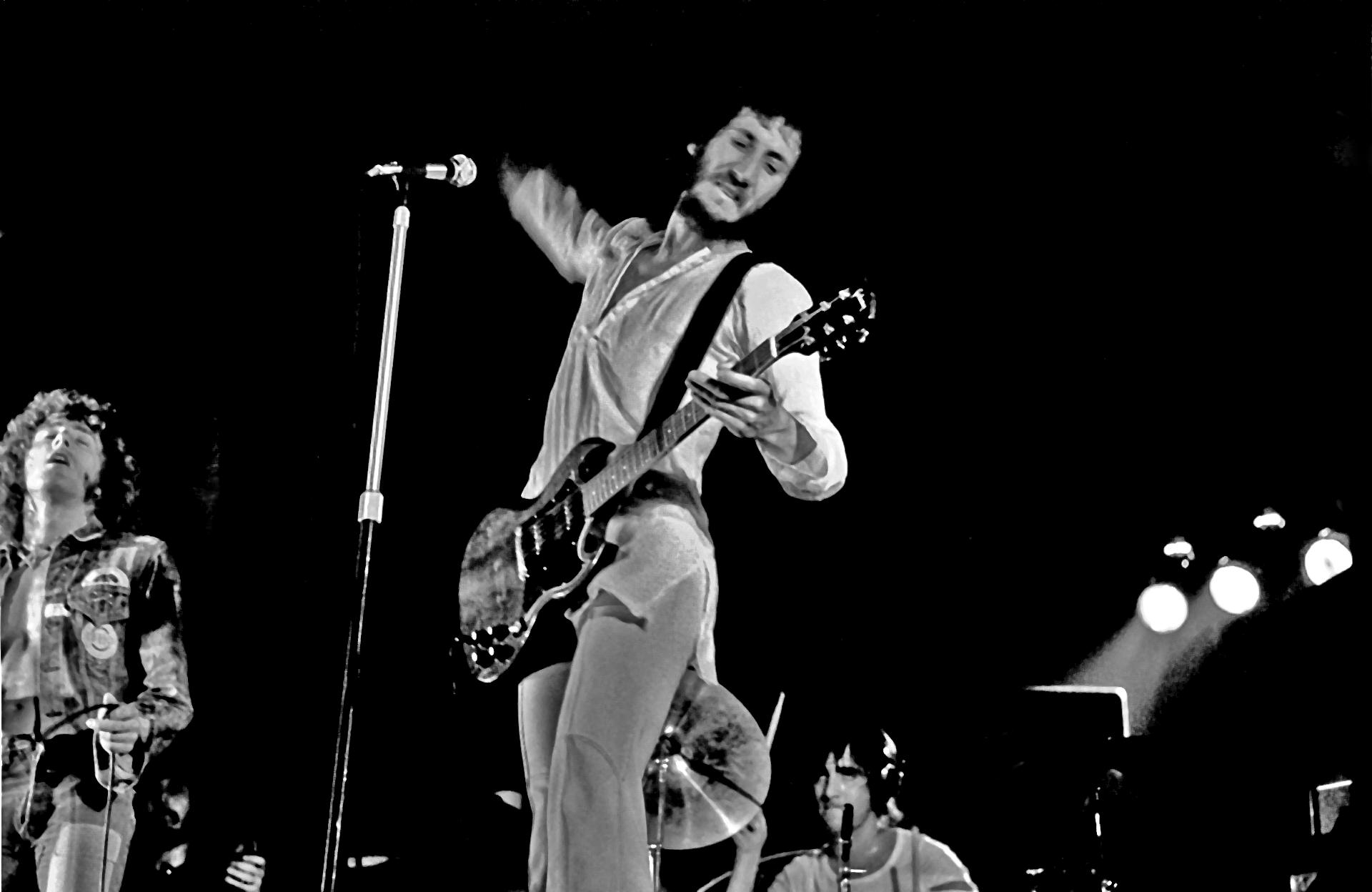
Le 12 août au Ernest Merck Halle de Hambourg.

- 12/08 :  Ernst Merck Halle, Hambourg
- 16/08 :  Forest National, Bruxelles
- 17/08 :  Oude Rai, Amsterdam
- 21/08 :  K.B. Hallen, Copenhague
- 23/08 :  Kungliga tennishallen, Stockholm
- 24/08 :  Scandinavium, Göteborg
- 25/08 :  K.B. Hallen, Copenhague
- 30/08 :  Deutschlandhalle, Berlin
- 31/08 :  Grugahalle, Essen
- 02/09 :  Stadthalle, Vienne
- 04/09 :  Deutsches Museum, Kongressaal, Munich
- 05/09 :  Mehrzweckhalle, Wetzikon
- 09/09 :  Fête de l'Humanité, La Courneuve
  - Une panne brutale du réseau électrique local interrompt le concert au bout d'une heure.
- 10/09 :  Palais des Sports, Lyon
- 14/09 :  Palasport, Rome

### 1973
- 10/03 :  De Vliegermolen Sportshal, La Haye
- 28/10 :  Trentham Gardens, Stoke-on-Trent
- 29/10 :  Civic Hall, Wolverhampton
- 01/11 :  King's Hall, Manchester
- 02/11 :  King's Hall, Manchester
- 05/11 :  Odeon Cinema, Newcastle
- 06/11 :  Odeon Cinema, Newcastle
- 07/11 :  Odeon Cinema, Newcastle
- 11/11 :  Lyceum Theatre, Londres
- 12/11 :  Lyceum Theatre, Londres
- 13/11 :  Lyceum Theatre, Londres
- 20/11 :  Cow Palace, San Francisco
  - Keith Moon s'évanouit sur scène après avoir consommé des tranquillisants pour cheval. Il est remplacé par un spectateur, Scott Halpin, pour la fin du concert.
- 22/11 :  Inglewood Forum, Los Angeles
- 23/11 :  Inglewood Forum, Los Angeles
- 25/11 :  Dallas Memorial Auditorium, Dallas
- 27/11 :  Omni Coliseum, Atlanta
- 28/11 :  St. Louis Arena, Saint-Louis
- 29/11 :  International Amphitheatre, Chicago
- 30/11 :  Cobo Arena, Détroit
- 02/12 :  Forum, Montréal
- 03/12 :  Boston Garden, Boston
- 04/12 :  The Spectrum, Philadelphie
- 06/12 :  Capital Centre, Landover

### 1974
- 09/02 :  Palais des Grottes, Cambrai
- 10/02 :  Parc des expositions de la porte de Versailles, Paris
- 15/02 :  Palais des Armes, Poitiers
- 17/02 :  Foire de Toulouse, Toulouse
- 22/02 :  Parc des Expositions, Nancy
- 24/02 :  Palais des Sports, Lyon
- 06/05 :  New Theatre, Oxford
- 18/05 :  The Valley, Charlton
- 22/05 :  Guildhall, Portsmouth (concert privé)
- 10/06 :  Madison Square Garden, New York
- 11/06 :  Madison Square Garden, New York
- 13/06 :  Madison Square Garden, New York
- 14/06 :  Madison Square Garden, New York

### 1975

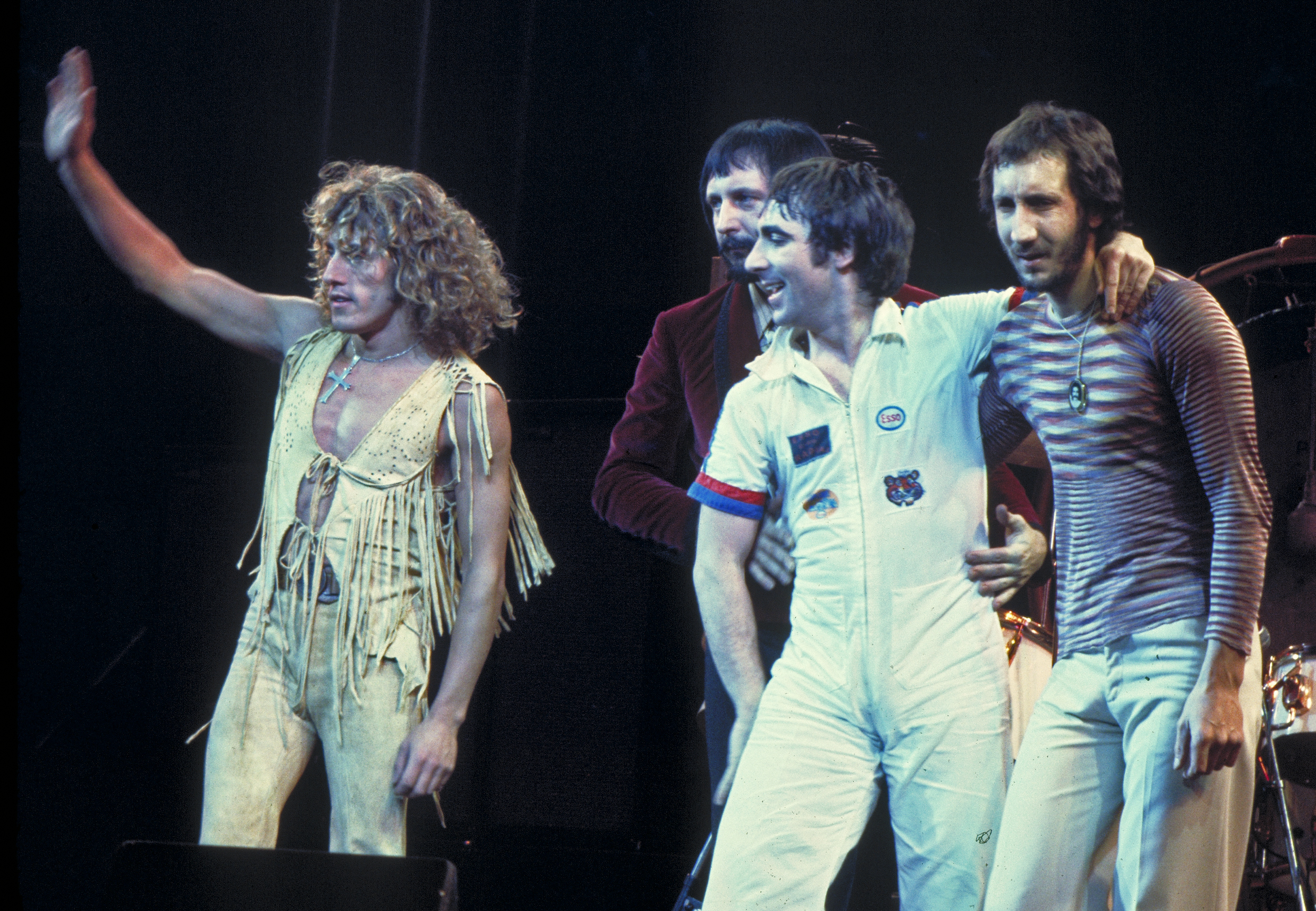
En décembre au Chicqgo Stadium de Chicago.

- 03/10 :  New Bingley Hall, Stafford
- 04/10 :  New Bingley Hall, Stafford
- 06/10 :  King's Hall, Manchester
- 07/10 :  King's Hall, Manchester
- 15/10 :  The Apollo, Glasgow
- 16/10 :  The Apollo, Glasgow
- 18/10 :  Granby Halls, Leicester
- 19/10 :  Granby Halls, Leicester
- 21/10 :  Empire Pool, Wembley
- 23/10 :  Empire Pool, Wembley
- 24/10 :  Empire Pool, Wembley
- 27/10 :  Ahoy Rotterdam, Rotterdam
- 28/10 :  Stadthalle, Vienne
- 29/10 :  Stadthalle, Brême
- 30/10 :  Philipshalle, Düsseldorf
- 31/10 :  Philipshalle, Düsseldorf
- 02/11 :  Messehalle, Sindelfingen
- 03/11 :  Messehalle, Sindelfingen
- 06/11 :  Eherthalle, Ludwigshafen
- 07/11 :  Eherthalle, Ludwigshafen
- 20/11 :  The Summit, Houston
- 21/11 :  Université d'État de Louisiane, Bâton-Rouge
- 23/11 :  Mid-South Coliseum, Memphis
- 24/11 :  Omni Coliseum, Atlanta
- 25/11 :  Middle Tennessee State University, Murfreesboro
- 27/11 :  Hampton Coliseum, Hampton
- 28/11 :  Coliseum, Greensboro
- 30/11 :  Université de l'Indiana, Bloomington
- 01/12 :  Kemper Arena, Kansas City
- 02/12 :  Veterans Memorial Stadium, Des Moines
- 04/12 :  Chicago Stadium, Chicago
- 05/12 :  Chicago Stadium, Chicago
- 06/12 :  Metropolitan Stadium, Pontiac
- 08/12 :  Riverfront Coliseum, Cincinnati
- 09/12 :  Richfield Coliseum, Cleveland
- 10/12 :  Memorial Auditorium, Buffalo
- 11/12 :  Maple Leaf Gardens, Toronto
- 13/12 :  Civic Center, Providence
- 14/12 :  Civic Center, Springfield
- 15/12 :  The Spectrum, Philadelphie
- 21/12 :  Hammersmith Odeon, Londres
- 22/12 :  Hammersmith Odeon, Londres
- 23/12 :  Hammersmith Odeon, Londres

### 1976
- 27/02 :  Hallenstadion, Zurich
- 28/02 :  Olympiahalle, Munich

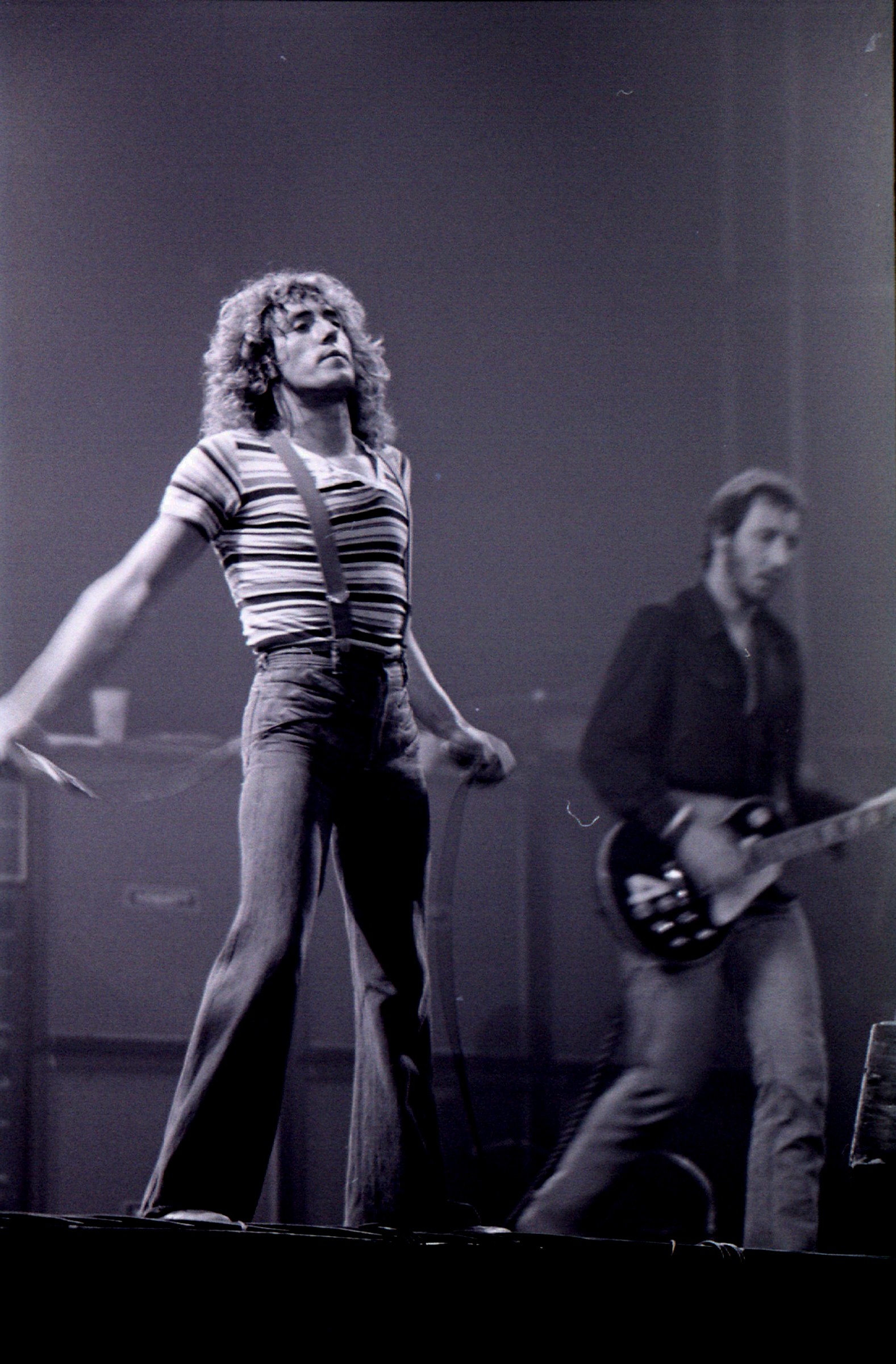
Le 21 octobre aux Maple Leaf Gardens de Toronto.

- 01/03 :  Pavillon de Paris, Paris
- 02/03 :  Pavillon de Paris, Paris
- 09/03 :  Boston Garden, Boston
  - Concert arrêté après deux chansons à la suite d'un malaise de Keith Moon, reporté au 1er avril.
- 11/03 :  Madison Square Garden, New York
- 13/03 :  Dane County Memorial Coliseum, Madison
- 14/03 :  Civic Center, Saint-Paul
- 15/03 :  Myriad Convention Center, Oklahoma City
- 16/03 :  Tarrant County Convention Center, Fort Worth
- 18/03 :  Salt Palace, Salt Lake City
- 21/03 :  Anaheim Stadium, Anaheim
- 24/03 :  Memorial Coliseum, Portland
- 25/03 :  Center Coliseum, Seattle
- 27/03 :  Winterland Ballroom, San Francisco
- 28/03 :  Winterland Ballroom, San Francisco
- 30/03 :  McNichols Sports Arena, Denver
- 01/04 :  Boston Garden, Boston
- 22/05 :  Parc des Expositions, Colmar
- 25/05 :  Palais des Sports, Lyon
- 31/05 :  The Valley, Charlton
- 05/06 :  Celtic Park, Glasgow
- 12/06 :  Vetch Field, Swansea
  - Les titres Dreaming from the Waist et My Wife sont parus dans le coffret Thirty Years of Maximum R&B en 1994 ; les titres Squeeze Box, Behind Blue Eyes et Dreaming from the Waist sont parus sur la réédition CD de The Who by Numbers en 1996.
- 03/08 :  Capital Centre, Landover
- 04/08 :  Capital Centre, Landover
- 07/08 :  Gator Bowl Stadium, Jacksonville
- 09/08 :  Miami Stadium, Miami
- 06/10 :  Arizona Veterans Memorial Coliseum, Phoenix
- 07/10 :  Sports Arena, San Diego
- 09/10 :  Alameda County Stadium, Oakland
- 10/10 :  Alameda County Stadium, Oakland
- 14/10 :  Memorial Coliseum, Portland
- 14/10 :  Center Coliseum, Seattle
- 16/10 :  Civic Centre, Edmonton
- 18/10 :  Winnipeg Arena, Winnipeg
- 21/10 :  Maple Leaf Gardens, Toronto
  - Dernier concert en public avec Keith Moon.

### 1977
- 15 décembre 1977 :  Gaumont State Cinema, Kilburn
  - Concert privé pour le film The Kids Are Alright, finalement paru en 2008 sous le titre The Who at Kilburn: 1977.

### 1978
- 25 mai 1978 :  Shepperton
  - Concert privé pour le film The Kids Are Alright. Dernière prestation des Who avec Keith Moon.

### 1979
- 02/05 :  Rainbow Theatre, Londres
- 12/05 :  Arènes, Fréjus
- 13/05 :  Arènes, Fréjus
- 16/05 :  Pavillon de Paris, Paris
- 17/05 :  Pavillon de Paris, Paris
- 08/06 :  Apollo Theatre, Glasgow
- 09/06 :  Odeon Theatre, Édimbourg
- 18/06 :  Wembley Stadium, Londres
- 01/09 :  Zeppelinfeld, Nuremberg
- 10/09 :  Capitol Theatre, Passaic
- 11/09 :  Capitol Theatre, Passaic
- 13/09 :  Madison Square Garden, New York
- 14/09 :  Madison Square Garden, New York
- 16/09 :  Madison Square Garden, New York
- 17/09 :  Madison Square Garden, New York
- 18/09 :  Madison Square Garden, New York
- 10/11 :  Brighton Centre, Brighton
- 11/11 :  Brighton Centre, Brighton
- 16/11 :  New Bingley Hall, Stafford
- 17/11 :  New Bingley Hall, Stafford
- 30/11 :  Masonic Temple Auditorium, Détroit
- 02/12 :  Civic Arena, Pittsburgh
- 03/12 :  Riverfront Coliseum, Cincinnati
  - Onze spectateurs sont tués en essayant d'entrer dans la salle de concert.
- 04/12 :  Buffalo Memorial Auditorium, Buffalo
- 06/12 :  Richfield Coliseum, Richfield
- 07/12 :  Pontiac Silverdome, Pontiac
- 08/12 :  International Amphitheatre, Chicago
  - Les titres 5:15, My Wife, Music Must Change et Pinball Wizard sont parus en 1994 sur la vidéo Thirty Years of Maximum R&B Live.
- 10/12 :  The Spectrum, Philadelphie
- 11/12 :  The Spectrum, Philadelphie
- 13/12 :  Capital Centre, Landover
- 15/12 :  Memorial Coliseum, New Haven
- 16/12 :  Boston Garden, Boston
- 17/12 :  Capital Centre, Landover
- 28/12 :  Hammersmith Odeon, Londres
  - Participation aux Concerts for the People of Kampuchea. Le titre Behind Blue Eyes est paru en 1994 sur la vidéo Thirty Years of Maximum R&B Live.

## Années 1980

### 1980
- 26/03 :  Grugahalle, Essen
- 27/03 :  Grugahalle, Essen
- 28/03 :  Hallenstadion, Zurich
- 30/03 :  Pavilion, Vienne
- 31/03 :  Olympiahalle, Munich

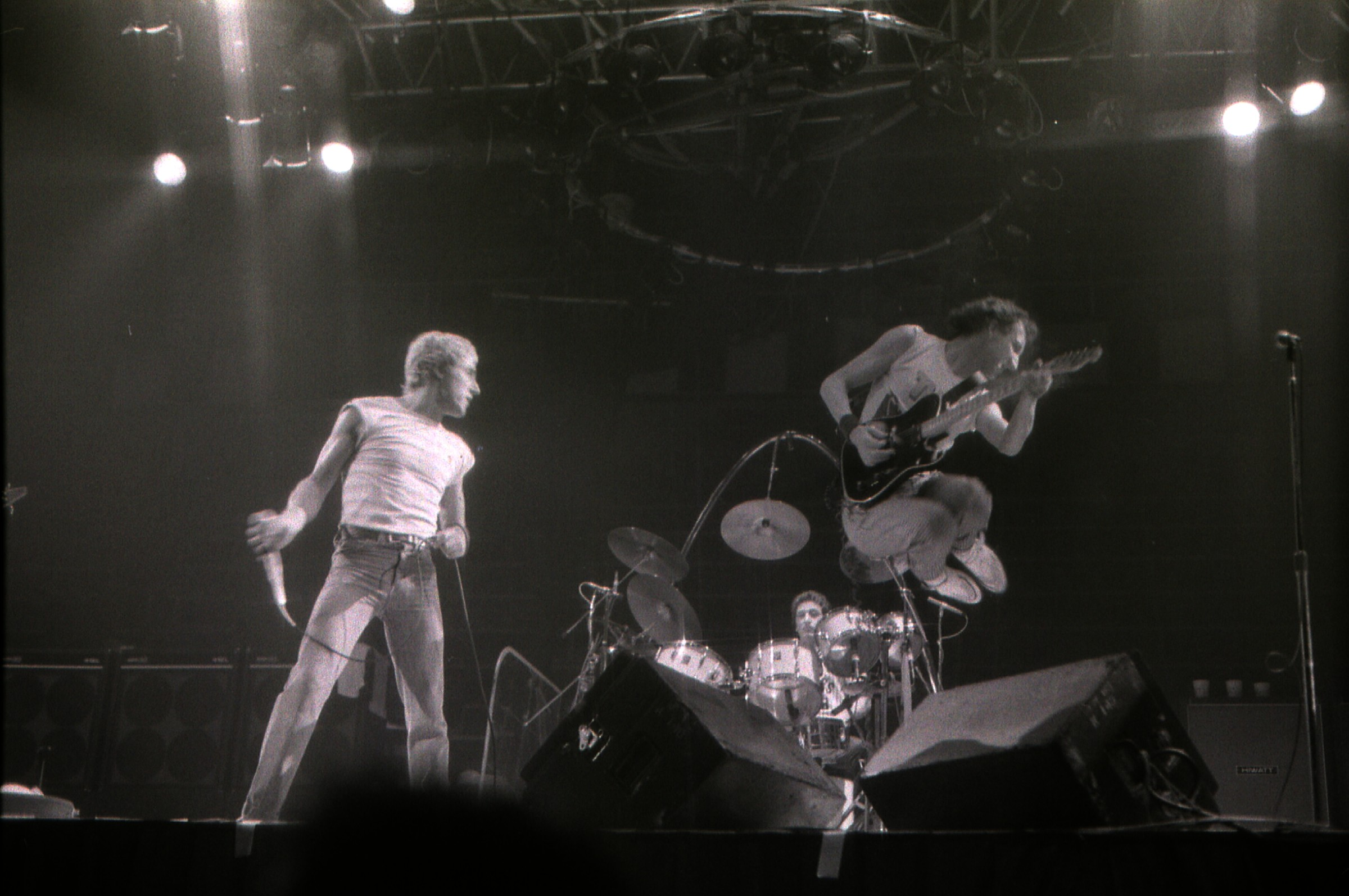
Le 6 mai aux Maple Leaf Gardens de Toronto.

- 01/04 :  Festhalle Frankfurt, Francfort
- 14/04 :  Pacific Coliseum, Vancouver
- 15/04 :  Seattle Center Coliseum, Seattle
- 16/04 :  Seattle Center Coliseum, Seattle
- 18/04 :  Oakland Coliseum Arena, Oakland
- 19/04 :  Oakland Coliseum Arena, Oakland
- 20/04 :  Oakland Coliseum Arena, Oakland
- 22/04 :  Salt Palace, Salt Lake City
- 23/04 :  McNichols Arena, Denver
- 24/04 :  McNichols Arena, Denver
- 26/04 :  Kemper Arena, Kansas City
- 28/04 :  Checkerdome, Saint-Louis
- 29/04 :  Hilton Coliseum, Ames
- 30/04 :  Saint Paul Civic Center, Saint-Paul
- 02/05 :  Saint Paul Civic Center, Saint-Paul
- 03/05 :  International Amphitheatre, Chicago
- 05/05 :  Maple Leaf Gardens, Toronto
- 06/05 :  Maple Leaf Gardens, Toronto
- 07/05 :  Forum, Montréal
- 18/06 :  San Diego Sports Arena, San Diego
- 20/06 :  The Forum, Inglewood
- 21/06 :  The Forum, Inglewood
- 23/06 :  Los Angeles Sports Arena, Los Angeles
- 24/06 :  Los Angeles Sports Arena, Los Angeles
- 26/06 :  Los Angeles Sports Arena, Los Angeles
- 27/06 :  Los Angeles Sports Arena, Los Angeles
- 28/06 :  Los Angeles Sports Arena, Los Angeles
- 30/06 :  Arizona Veterans Memorial Coliseum, Phoenix
- 02/07 :  Reunion Arena, Dallas
- 03/07 :  Frank Erwin Center, Austin
- 05/07 :  The Summit, Houston
- 07/07 :  LSU Assembly Center, Bâton-Rouge
- 09/07 :  The Omni, Atlanta
- 10/07 :  Mid-South Coliseum, Memphis
- 11/07 :  Rupp Arena, Lexington
- 13/07 :  Greensboro Coliseum, Greensboro
- 14/07 :  Hampton Roads Coliseum, Hampton
- 16/07 :  Stade de l'Exposition nationale, Toronto

### 1981
- 25/01 :  Granby Halls, Leicester
- 26/01 :  City Hall, Sheffield
- 30/01 :  Cornwall Coliseum, St Austell
- 31/01 :  Cornwall Coliseum, St Austell
- 03/02 :  Rainbow Theatre, Londres
- 04/02 :  Rainbow Theatre, Londres
- 07/02 :  Brighton Centre, Brighton
- 08/02 :  Odeon Cinema, Lewisham
- 09/02 :  Odeon Cinema, Lewisham
- 14/02 :  Apollo Theatre, Glasgow
- 19/02 :  Edinburgh Playhouse, Édimbourg
- 20/02 :  Edinburgh Playhouse, Édimbourg
- 24/02 :  Newcastle City Hall, Newcastle
- 25/02 :  Newcastle City Hall, Newcastle
- 28/02 :  Deeside Leisure Centre, Queensferry
- 01/03 :  Manchester Apollo, Manchester
- 02/03 :  Manchester Apollo, Manchester
- 06/03 :  National Exhibition Centre, Birmingham
- 07/03 :  National Exhibition Centre, Birmingham
- 09/03 :  Wembley Arena, Londres
- 10/03 :  Wembley Arena, Londres
- 11/03 :  Wembley Arena, Londres
- 14/03 :  Gaumont Theatre, Southampton
- 15/03 :  Gaumont Theatre, Southampton
- 28/03 :  Grugahalle, Essen
  - Concert diffusé dans l'émission Rockpalast (WDR).

### 1982
- 10/09 :  National Exhibition Centre, Birmingham
- 11/09 :  National Exhibition Centre, Birmingham
- 22/09 :  Capital Centre, Landover
- 23/09 :  Capital Centre, Landover
- 25/09 :  John F. Kennedy Stadium, Philadelphie
- 26/09 :  Rich Stadium, Orchard Park
- 28/09 :  Civic Arena, Pittsburgh
- 29/09 :  Market Square Arena, Indianapolis
- 30/09 :  Silverdome, Pontiac
- 02/10 :  Saint Paul Civic Center, Saint-Paul
- 03/10 :  Saint Paul Civic Center, Saint-Paul
- 05/10 :  Rosemont Horizon, Rosemont
- 06/10 :  Rosemont Horizon, Rosemont
- 07/10 :  Freedom Hall, Louisville
- 09/10 :  Stade de l'Exposition nationale, Toronto
- 10/10 :  Brendan Byrne Arena, East Rutherford
- 12/10 :  Shea Stadium, New York
  - La chanson Twist and Shout du coffret Thirty Years of Maximum R&B (1994) provient de ce concert.
- 13/10 :  Shea Stadium, New York
  - Les chansons Love, Reign o'er Me et Won't Get Fooled Again de la vidéo Thirty Years of Maximum R&B Live (1994) proviennent de ce concert, de même que la version de The Quiet One parue en bonus sur la réédition CD de Face Dances (1997).
- 15/10 :  UNI-Dome, Cedar Falls
- 17/10 :  Folsom Field, Boulder
- 20/10 :  Kingdome, Seattle
  - Les chansons Magic Bus et Summertime Blues de l'album Who's Last (1984) proviennent de ce concert.
- 21/10 :  Memorial Coliseum, Portland
- 23/10 :  Oakland-Alameda County Coliseum, Oakland
- 25/10 :  Oakland-Alameda County Coliseum, Oakland
- 27/10 :  Jack Murphy Stadium, San Diego
- 29/10 :  Los Angeles Memorial Coliseum, Los Angeles
- 31/10 :  Sun Devil Stadium, Tempe
- 27/11 :  Tangerine Bowl, Orlando
- 29/11 :  Rupp Arena, Lexington
- 30/11 :  Birmingham-Jefferson Civic Center, Birmingham
- 01/12 :  Mississippi Coast Coliseum, Biloxi
- 03/12 :  Astrodome, Houston
- 04/12 :  Cotton Bowl, Dallas
- 06/12 :  St. Louis Arena, Saint-Louis
- 07/12 :  MECCA Arena, Milwaukee
- 08/12 :  Rosemont Horizon, Rosemont
- 10/12 :  Carrier Dome, Syracuse
- 11/12 :  The Centrum, Worcester
- 13/12 :  Richfield Coliseum, Richfield
- 14/12 :  Richfield Coliseum, Richfield
  - La majeure partie de l'album Who's Last (1984) est tirée de ce concert.
- 16/12 :  Maple Leaf Gardens, Toronto
- 17/12 :  Maple Leaf Gardens, Toronto
  - La majeure partie de ce concert est reprise sur l'album Live from Toronto (2006). Les chansons It's Hard, Eminence Front, Dangerous et Cry If You Want apparaissent également sur la réédition CD de l'album It's Hard (1997).

### 1985
- 13 juillet 1985 :  Wembley Stadium, Londres
  - Participation au Live Aid.

### 1988
- 8 février 1988 :  Royal Albert Hall, Londres
  - Cérémonie des BPI Awards. Dernier concert avec Kenney Jones.

### 1989
- 21/06 :  Glens Falls Civic Center, Glens Falls
- 23/06 :  Stade de l'Exposition nationale, Toronto
- 24/06 :  Stade de l'Exposition nationale, Toronto
- 27/06 :  Radio City Music Hall, New York
  - La chanson I'm a Man apparaît dans le coffret Thirty Years of Maximum R&B (1994).
- 29/06 :  Giants Stadium, East Rutherford
- 30/06 :  Giants Stadium, East Rutherford
- 02/07 :  Giants Stadium, East Rutherford
- 03/07 :  Giants Stadium, East Rutherford
  - Les chansons Boris the Spider, I Can See for Miles et See Me, Feel Me apparaissant sur la vidéo Thirty Years of Maximum R&B Live (1994) ont été enregistrées au Giants Stadium, mais la date exacte n'est pas précisée.
- 06/07 :  Robert F. Kennedy Memorial Stadium, Washington
- 07/07 :  Robert F. Kennedy Memorial Stadium, Washington
- 09/07 :  Veterans Stadium, Philadelphie
- 10/07 :  Veterans Stadium, Philadelphie
- 12/07 :  Sullivan Stadium, Foxborough
- 14/07 :  Sullivan Stadium, Foxborough
- 16/07 :  Three Rivers Stadium, Pittsburgh
- 18/07 :  Rich Stadium, Orchard Park
- 19/07 :  Municipal Stadium, Cleveland
- 21/07 :  Alpine Valley Music Theatre, East Troy
- 22/07 :  Alpine Valley Music Theatre, East Troy
- 23/07 :  Alpine Valley Music Theatre, East Troy
- 25/07 :  Pontiac Silverdome, Pontiac
- 27/07 :  Carter-Finley Stadium, Raleigh
- 29/07 :  Tampa Stadium, Tampa
- 30/07 :  Joe Robbie Stadium, Miami Gardens
- 05/08 :  Arrowhead Stadium, Kansas City
- 07/08 :  Lakewood Amphitheater, Atlanta
- 08/08 :  Lakewood Amphitheater, Atlanta
- 09/08 :  Lakewood Amphitheater, Atlanta
- 11/08 :  Busch Stadium, Saint-Louis
- 13/08 :  Folsom Field, Boulder
- 16/08 :  Tacoma Dome, Tacoma
- 18/08 :  BC Place Stadium, Vancouver
- 19/08 :  BC Place Stadium, Vancouver
- 22/08 :  Jack Murphy Stadium, San Diego
- 24/08 :  Universal Amphitheatre, Los Angeles
  - Les titres I Can See for Miles, Join Together, Love, Reign o'er Me, Baba O'Riley et Who Are You figurent sur la compilation Greatest Hits Live (2010).
- 26/08 :  Los Angeles Coliseum, Los Angeles
- 29/08 :  Oakland-Alameda County Coliseum, Oakland
- 30/08 :  Oakland-Alameda County Coliseum, Oakland
- 02/09 :  Astrodome, Houston
- 03/09 :  Cotton Bowl, Dallas
- 06/10 :  National Exhibition Centre, Birmingham
- 07/10 :  National Exhibition Centre, Birmingham
- 09/10 :  National Exhibition Centre, Birmingham
- 10/10 :  National Exhibition Centre, Birmingham
- 23/10 :  Wembley Arena, Londres
- 24/10 :  Wembley Arena, Londres
- 26/10 :  Wembley Arena, Londres
- 27/10 :  Wembley Arena, Londres
- 31/10 :  Royal Albert Hall, Londres
- 02/11 :  Royal Albert Hall, Londres
  - L'album Join Together est tiré de plusieurs concerts de la tournée 1989.

## Années 1990

### 1996
- 29/06 :  Hyde Park, Londres
- 16/07 :  Madison Square Garden, New York
- 17/07 :  Madison Square Garden, New York
- 18/07 :  Madison Square Garden, New York
- 20/07 :  Madison Square Garden, New York
- 21/07 :  Madison Square Garden, New York
- 22/07 :  Madison Square Garden, New York
- 13/10 :  Rose Garden Arena, Portland
- 14/10 :  Tacoma Dome, Tacoma
- 16/10 :  General Motors Place, Vancouver
- 17/10 :  General Motors Place, Vancouver
- 19/10 :  San Jose Arena, San José
- 20/10 :  San Jose Arena, San José
- 22/10 :  Great Western Forum, Inglewood
- 23/10 :  America West Arena, Phoenix
- 25/10 :  Arrowhead Pond, Anaheim
- 26/10 :  MGM Grand Garden Arena, Paradise
- 29/10 :  McNichols Arena, Denver
- 31/10 :  United Center, Chicago
- 01/11 :  United Center, Chicago
- 03/11 :  The Palace of Auburn Hills, Auburn Hills
- 04/11 :  Nutter Center, Fairborn
- 06/11 :  Gund Arena, Cleveland
- 08/11 :  Civic Arena, Pittsburgh
- 09/11 :  Marine Midland Arena, Buffalo
- 11/11 :  US Air Arena, Landover
- 12/11 :  The Centrum, Worcester
- 14/11 :  The Centrum, Worcester
- 15/11 :  Nassau Coliseum, Uniondale
- 17/11 :  Core States Center, Philadelphie
- 18/11 :  Knickerbocker Arena, Albany
- 19/11 :  Continental Airlines Arena, East Rutherford
- 06/12 :  Earls Court, Londres
- 07/12 :  Earls Court, Londres
- 11/12 :  Nynex Arena, Manchester

### 1997
- 23/04 :  Forum Copenhagen, Copenhague
- 25/04 :  Globe Arena, Stockholm
- 26/04 :  Oslo Spektrum, Oslo
- 28/04 :  Ostseehalle, Kiel
- 29/04 :  Deutschlandhalle, Berlin
- 01/05 :  Stadthalle, Vienne
- 04/05 :  Olympiahalle, Munich
- 05/05 :  Hanns-Martin-Schleyer-Halle, Stuttgart
- 06/05 :  Festhalle Frankfurt, Francfort
- 09/05 :  Westfalenhallen, Dortmund
- 10/05 :  Forest National, Bruxelles
- 11/05 :  Ahoy Rotterdam, Rotterdam
- 13/05 :  Le Zénith, Paris
- 14/05 :  Le Zénith, Paris
- 16/05 :  Hallenstadion, Zurich
- 18/05 :  Wembley Arena, Londres
- 19/07 :  Riverport Amphitheatre, Maryland Heights
- 20/07 :  New World Music Theatre, Tinley Park
- 22/07 :  Target Center, Minneapolis
- 23/07 :  Marcus Amphitheater, Milwaukee
- 25/07 :  Pine Knob Music Theatre, Clarkston
- 26/07 :  Deer Creek Music Center, Noblesville
- 28/07 :  Centre Molson, Montréal
- 29/07 :  Molson Amphitheatre, Toronto
- 31/07 :  Great Woods Amphitheatre, Mansfield
- 02/08 :  Meadows Music Theater, Hartford
- 03/08 :  PNC Bank Arts Center, Holmdel
- 05/08 :  Darien Lake, Corfu
- 06/08 :  Sony Center, Camden
- 07/08 :  Nissan Pavilion, Bristow
- 09/08 :  Virginia Beach Amphitheatre, Virginia Beach
- 10/08 :  Walnut Creek Amphitheatre, Raleigh
- 12/08 :  Blockbuster Pavilion, Charlotte
- 13/08 :  Lakewood Amphitheatre, Atlanta
- 15/08 :  Ice Palace, Tampa
- 16/08 :  Coral Sky Amphitheatre, West Palm Beach

### 1999
- 29 octobre 1999 :  MGM Grand Las Vegas, Paradise
  - Concert donné à l'occasion du lancement de Pixelon, sorti en DVD en 2006 sous le titre The Vegas Job.
- 30 octobre 1999 :  Shoreline Amphitheatre, Mountain View
- 31 octobre 1999 :  Shoreline Amphitheatre, Mountain View
  - Participation au Bridge School Benefit.
- 12 novembre 1999 :  House of Blues, Chicago
- 13 novembre 1999 :  House of Blues, Chicago
- 22 décembre 1999 :  Shepherd's Bush Empire, Londres
- 23 décembre 1999 :  Shepherd's Bush Empire, Londres
  - L'album Blues to the Bush (2000) est tiré des concerts au House of Blues et au Shepherd's Bush Empire.

## Années 2000

### 2000
- 06/06 :  Jacob K. Javits Convention Center, New York
- 25/06 :  New World Music Theatre, Tinley Park
- 27/06 :  The Palace of Auburn Hills, Auburn Hills
- 29/06 :  Star Lake Amphitheater, Burgettstown
- 01/07 :  PNC Bank Arts Center, Holmdel
- 03/07 :  Tweeter Center, Mansfield
- 05/07 :  Nissan Pavilion, Bristow
- 07/07 :  E Center, Camden
- 09/07 :  Jones Beach Amphitheater, Wantagh
- 14/08 :  Hollywood Bowl, Los Angeles
- 16/08 :  Verizon Wireless Amphitheatre, Irvine
- 17/08 :  San Diego Sports Arena, San Diego
- 19/08 :  The Gorge Amphitheatre, George
- 21/08 :  Shoreline Amphitheatre, Mountain View
- 22/08 :  Sacramento Valley Amphitheater, Wheatland
- 24/08 :  Pepsi Center, Denver
- 25/08 :  Mesa del Sol Amphitheater, Albuquerque
- 27/08 :  Reunion Arena, Dallas
- 29/08 :  Cynthia Woods Mitchell Pavilion, The Woodlands
- 24/09 :  Mars Music Amphitheater, West Palm Beach
- 26/09 :  Ice Palace, Tampa
- 28/09 :  Philips Arena, Atlanta
- 30/09 :  Gund Arena, Cleveland
- 03/10 :  Madison Square Garden, New York
- 04/10 :  Madison Square Garden, New York
- 06/10 :  Madison Square Garden, New York
- 07/10 :  Madison Square Garden, New York
- 30/10 :  National Exhibition Centre, Birmingham
- 02/11 :  Manchester Arena, Manchester
- 03/11 :  Scottish Exhibition and Conference Centre, Glasgow
- 05/11 :  Scottish Exhibition and Conference Centre, Glasgow
- 06/11 :  Newcastle Arena, Newcastle
- 08/11 :  National Exhibition Centre, Birmingham
- 10/11 :  Sheffield Arena, Sheffield
- 13/11 :  London Arena, Londres
- 15/11 :  Wembley Arena, Londres
- 16/11 :  Wembley Arena, Londres
- 27/11 :  Royal Albert Hall, Londres
  - Enregistré sur l'album Live at the Royal Albert Hall (2003).

### 2001
- 20 octobre 2001 :  Madison Square Garden, New York
  - Participation au Concert for New York City.

### 2002
- 27/01 :  Portsmouth Guildhall, Portsmouth
- 28/01 :  Portsmouth Guildhall, Portsmouth
- 31/01 :  Watford Colosseum, Watford
- 07/02 :  Royal Albert Hall, Londres
- 08/02 :  Royal Albert Hall, Londres
  - Dernier concert avec John Entwistle.
- 01/07 :  Hollywood Bowl, Los Angeles
- 03/07 :  Shoreline Amphitheatre, Mountain View
- 04/07 :  Autowest Amphitheater, Wheatland
- 06/07 :  The Gorge Amphitheatre, George
- 26/07 :  Tweeter Center, Mansfield
- 27/07 :  Tweeter Center, Camden
- 29/07 :  Hersheypark Stadium, Hershey
- 31/07 :  Madison Square Garden, New York
- 01/08 :  Madison Square Garden, New York
- 03/08 :  Madison Square Garden, New York
- 04/08 :  Madison Square Garden, New York
- 23/08 :  The Palace of Auburn Hills, Auburn Hills
- 24/08 :  Tweeter Center Chicago, Tinley Park
- 25/08 :  Verizon Wireless Music Center, Noblesville
- 27/08 :  Van Andel Arena, Grand Rapids
- 28/08 :  Polaris Amphitheater, Columbus
- 30/08 :  PNC Bank Arts Center, Holmdel
- 31/08 :  Jones Beach Amphitheater, Wantagh
- 14/09 :  The Joint, Paradise
- 15/09 :  Verizon Wireless Amphitheatre, Irvine
- 17/09 :  Greek Theatre, Los Angeles
- 19/09 :  Fiddler's Green Amphitheatre, Greenwood Village
- 21/09 :  American Airlines Center, Dallas
- 23/09 :  House of Blues, Chicago
- 24/09 :  Xcel Energy Center, Saint Paul
- 27/09 :  Tweeter Center, Mansfield
- 28/09 :  Centre Air Canada, Toronto

### 2004
- 22/03 :  The Forum, Londres
- 24/03 :  The Forum, Londres
- 25/03 :  The Forum, Londres
- 29/03 :  Royal Albert Hall, Londres
- 20/05 :  Comcast Center, Boston
- 22/05 :  Madison Square Garden, New York
- 07/06 :  National Indoor Arena, Birmingham
- 10/06 :  Cardiff International Arena, Cardiff
- 12/06 :  Festival de l'île de Wight
- 24/07 :  Yokohama Stadium, Yokohama
- 25/07 :  Osaka Dome, Osaka
- 28/07 :  Sydney Entertainment Centre, Sydney
- 29/07 :  Sydney Entertainment Centre, Sydney
- 31/07 :  Vodafone Arena, Melbourne
- 03/08 :  Neil S. Blaisdell Center, Honolulu
- 04/08 :  A&B Amphitheatre, Maui
- 07/08 :  Shoreline Amphitheatre, Mountain View
- 09/08 :  Hollywood Bowl, Los Angeles

### 2005
- 13 juin 2005 :  Gotham Hall, New York
  - Concert au profit de Four Seasons of Hope.
- 2 juillet 2005 :  Hyde Park, Londres
  - Participation au Live 8.

### 2006

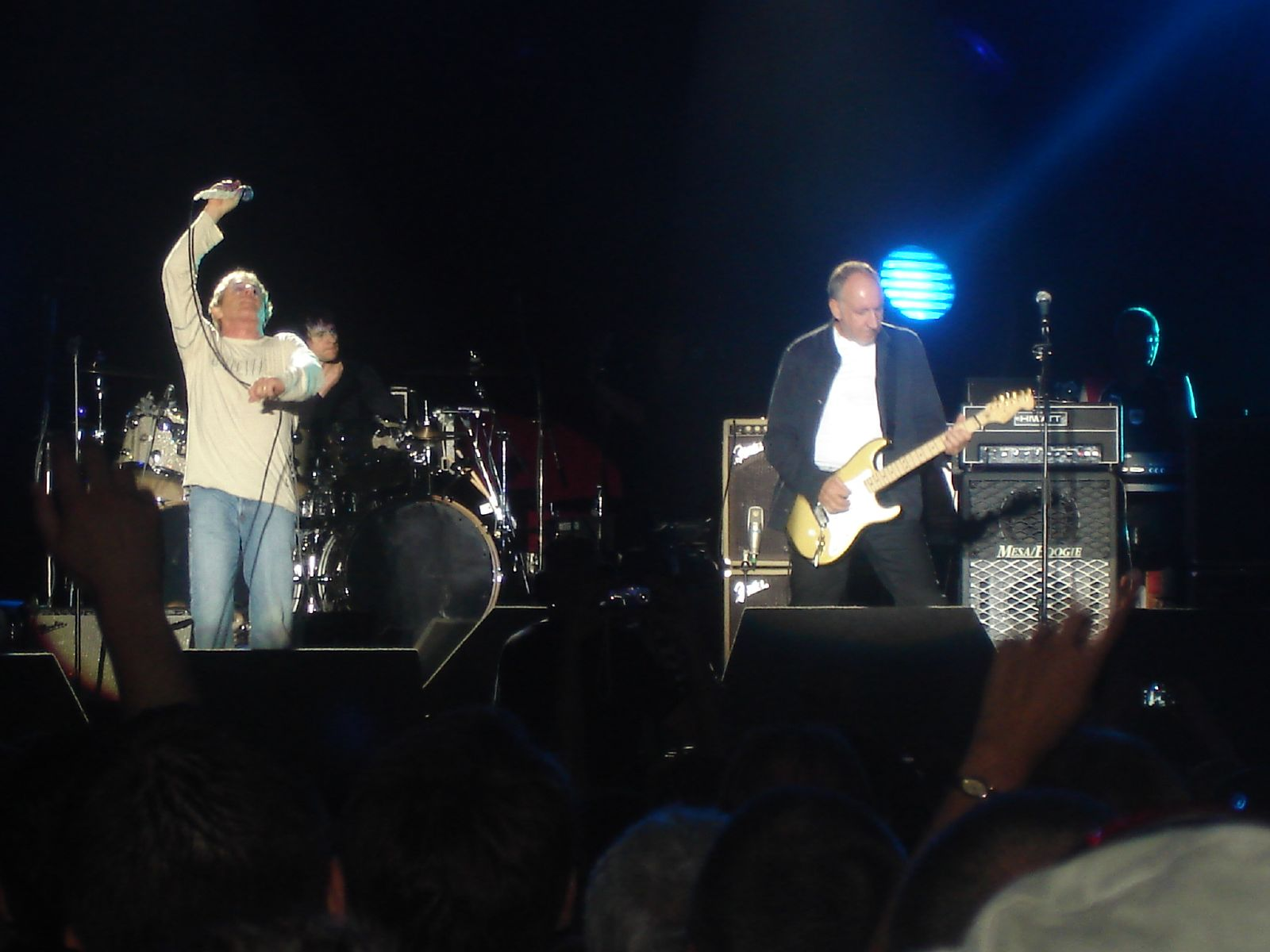
Le 3 juillet au National Motor Museum de Beaulieu.

- 07/06 :  Knebworth House, Knebworth
- 17/06 :  Université de Leeds, Leeds
- 18/06 :  Brighton Centre, Brighton
- 25/06 :  O2 Wireless Festival, Harewood House, Leeds
- 28/06 :  Ashton Gate Stadium, Bristol
- 30/06 :  Rock Werchter, Werchter
- 02/07 :  Hyde Park, Londres
- 03/07 :  National Motor Museum, Beaulieu
- 05/07 :  Docks, Liverpool
- 06/07 :  Docks, Liverpool
- 08/07 :  Oxegen, Punchestown Racecourse, Naas
- 09/07 :  T in the Park, Balado
- 11/07 :  Museumplatz, Bonn
- 12/07 :  Treptower Park, Berlin
- 13/07 :  Fritz Club, Berlin
- 14/07 :  Piazza Grande, Locarno
- 15/07 :  Sporting Club, Monte-Carlo
- 17/07 :  Théâtre antique, Vienne
  - Paru en CD et DVD bonus de certaines éditions de Endless Wire (2006).
- 18/07 :  Galaxie, Amnéville
- 20/07 :  Paléo Festival, Nyon
- 22/07 :  Lovely Days Festival, Sankt Pölten
- 23/07 :  Münsterplatz, Ulm
- 27/07 :  Palacio de los Deportes, Madrid
- 29/07 :  Pavillon Príncipe Felipe, Saragosse
- 12/09 :  Wachovia Center, Philadelphie
- 13/09 :  Jones Beach, Wantagh
- 15/09 :  Place Banque Scotia, Ottawa
- 16/09 :  TD Banknorth Garden, Boston
- 18/09 :  Madison Square Garden, New York
- 19/09 :  Madison Square Garden, New York
- 21/09 :  PNC Bank Arts Center, Holmdel
- 23/09 :  Pimlico Race Course, Baltimore
- 25/09 :  United Center, Chicago
- 26/09 :  Wells Fargo Center, Des Moines
- 29/09 :  The Palace of Auburn Hills, Auburn Hills
- 30/09 :  John Labatt Centre, London
- 03/10 :  MTS Centre, Winnipeg
- 05/10 :  Pengrowth Saddledome, Calgary
- 06/10 :  Rexall Place, Edmonton
- 08/10 :  General Motors Place, Vancouver
- 10/10 :  Rose Garden Arena, Portland
- 11/10 :  KeyArena, Seattle
- 29/10 :  The Roundhouse, Chalk Farm
- 04/11 :  Hollywood Bowl, Los Angeles
- 05/11 :  Hollywood Bowl, Los Angeles
- 08/11 :  HP Pavilion, San José
- 10/11 :  Mandalay Bay, Paradise
- 11/11 :  Indian Wells Tennis Garden, Indian Wells
- 13/11 :  Delta Center, Salt Lake City
- 14/11 :  Pepsi Center, Denver
- 17/11 :  American Airlines Center, Dallas
- 18/11 :  Toyota Center, Houston
- 20/11 :  Bank Atlantic Arena, Sunrise
- 22/11 :  Gwinnett Center, Duluth
- 24/11 :  The Borgata, Atlantic City
- 25/11 :  Wachovia Center, Philadelphie
- 27/11 :  Giant Center, Hershey
- 28/11 :  Arena at Harbor Yard, Bridgeport
- 01/12 :  Mohegan Sun, Uncasville
- 02/12 :  TD Banknorth Garden, Boston
- 04/12 :  Centre Air Canada, Toronto
- 05/12 :  Van Andel Arena, Grand Rapids
- 07/12 :  Qwest Center, Omaha
- 08/12 :  Xcel Energy Center, Saint Paul
- 11/12 :  Value City Arena, Columbus

### 2007
- 08/02 :  The Hospital, Londres

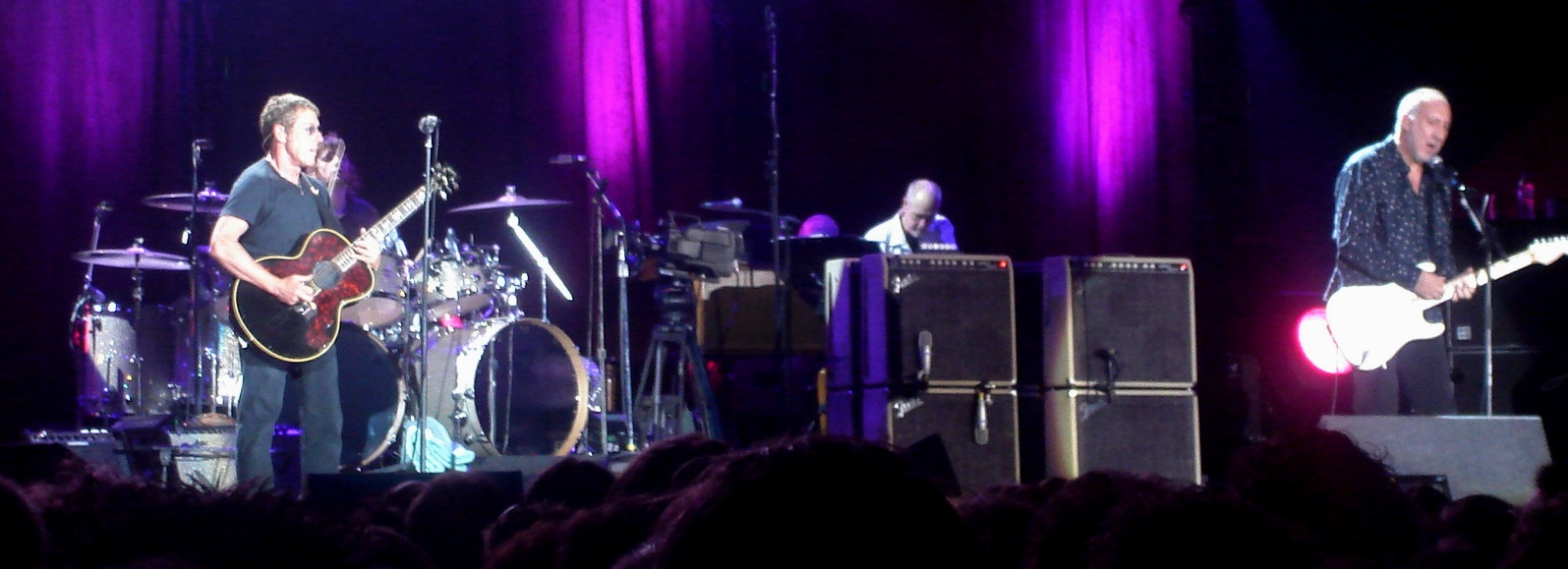
Le 5 juin au Ahoy Rotterdam.

- 23/02 :  Reno Events Center, Reno
- 25/02 :  Save Mart Center, Fresno
- 26/02 :  Civic Center, Long Beach
- 28/02 :  US Airways Center, Phoenix
- 01/03 :  iPayOne Center, San Diego
- 05/03 :  Sears Centre, Hoffman Estates
- 06/03 :  Conseco Fieldhouse, Indianapolis
- 08/03 :  Verizon Center, Washington
- 09/03 :  The Borgata, Atlantic City
- 11/03 :  Nassau Coliseum, Uniondale
- 22/03 :  Alltel Arena, North Little Rock
- 23/03 :  Ford Center, Oklahoma City
- 25/03 :  Ford Amphitheater, Tampa
- 26/03 :  Seminole Hard Rock Hotel and Casino Hollywood, Hollywood
- 31/03 :  Royal Albert Hall, Londres
- 16/05 :  Pavilhão Atlântico, Lisbonne
- 17/05 :  Palacio de los Deportes, Madrid
- 19/05 :  Bizkaia Arena, Bilbao
- 22/05 :  National Indoor Arena, Birmingham
- 23/05 :  Sheffield Arena, Sheffield
- 25/05 :  Metro Radio Arena, Newcastle
- 26/05 :  KC Stadium, Hull
- 30/05 :  Peel Bay Festival, Peel
- 01/06 :  Liberty Stadium, Swansea
- 02/06 :  Rose Bowl, Southampton
- 05/06 :  Ahoy Rotterdam, Rotterdam
- 06/06 :  Palais omnisports de Paris-Bercy, Paris
- 08/06 :  Lotto Arena, Anvers
- 09/06 :  Messe Galerie, Fulda
- 11/06 :  Arènes de Vérone, Vérone
- 13/06 :  Olympiahalle, Munich
- 16/06 :  Völkerschlachtdenkmal, Leipzig
- 18/06 :  Stadtpark, Hambourg
- 19/06 :  König Pilsener Arena, Oberhausen
- 23/06 :  Knowsley Hall, Liverpool
- 24/06 :  Festival de Glastonbury, Glastonbury
- 26/06 :  Wembley Arena, Londres
- 27/06 :  Wembley Arena, Londres
- 29/06 :  Marlay Park, Dublin
- 30/06 :  The Marquee, Cork
- 04/07 :  Festival de Quart, Kristiansand
- 06/07 :  Globe Arena, Stockholm
- 07/07 :  Festival de Roskilde, Roskilde
- 09/07 :  Hartwall Arena, Helsinki
- 06/10 :  Messegelände Hannover, Hanovre
  - Participation au 2007 International Volkswagen Minibus Meeting.

### 2008

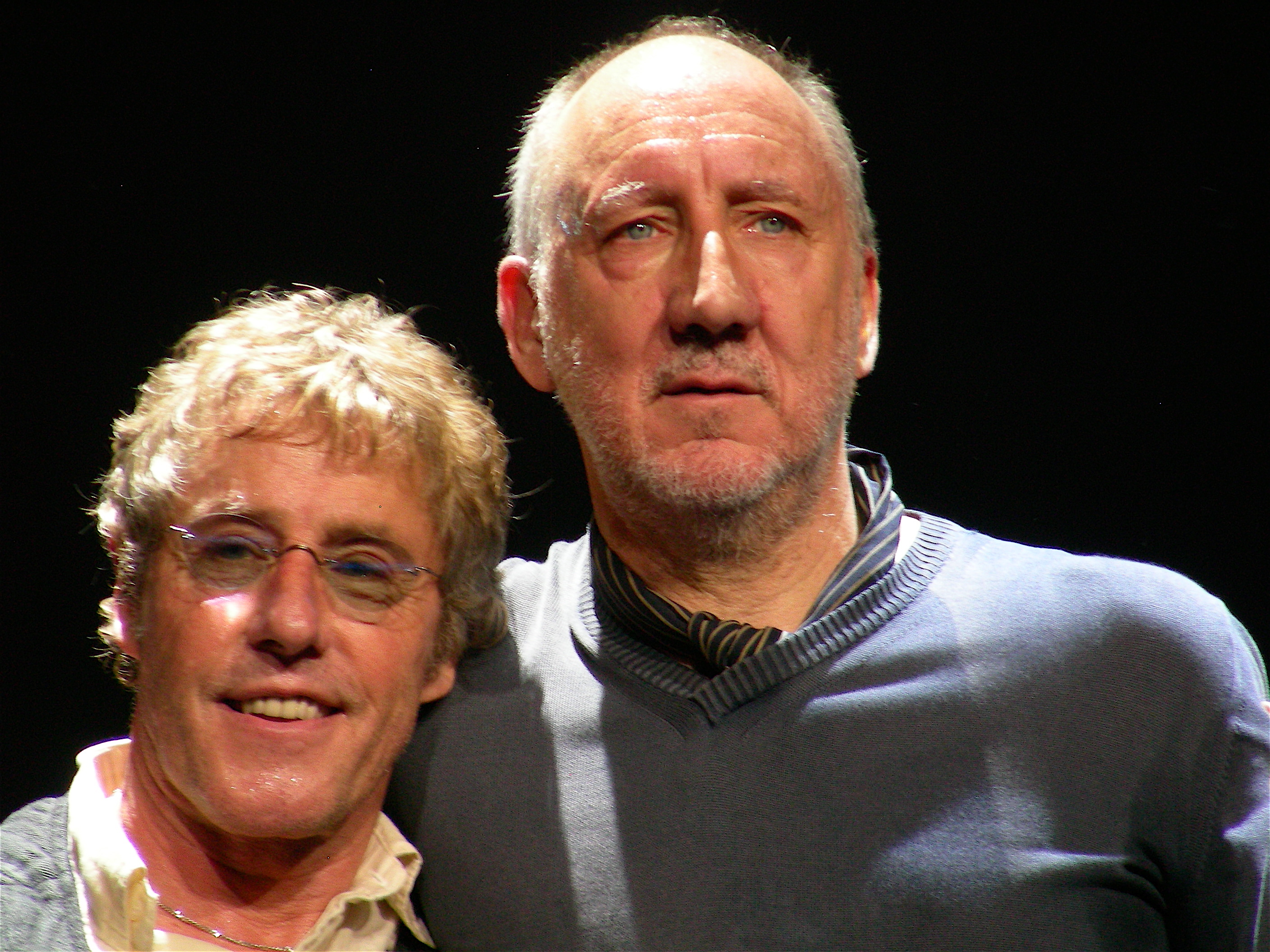
Le 26 octobre au Wachovia Center de Philadelphie.

- 13/04 :  Royal Albert Hall, Londres
  - Concert au profit du Teenage Cancer Trust.
- 12/07 :  Pauley Pavilion, Los Angeles
  - Cérémonie des VH1 Rock Honors.
- 16/07 :  Orpheum Theater, Los Angeles
  - Fête de lancement du jeu Rock Band 2.
- 21/10 :  The Palace of Auburn Hills, Auburn Hills
- 22/10 :  Copps Coliseum, Hamilton
- 24/10 :  TD Banknorth Garden, Boston
- 26/10 :  Wachovia Center, Philadelphie
- 28/10 :  Mohegan Sun Arena, Uncasville
- 29/10 :  Izod Center, East Rutherford
- 31/10 :  The Borgata, Atlantic City
- 01/11 :  Irving Plaza, New York (concert privé)
- 03/11 :  Verizon Center, Washington
- 05/11 :  Sheraton Hotel, New York (concert privé)
- 08/11 :  Nokia Theatre, Los Angeles
- 09/11 :  Nokia Theatre, Los Angeles
- 13/11 :  Osaka-jō Hall, Osaka
- 14/11 :  Yokohama Arena, Yokohama
- 16/11 :  Saitama Super Arena, Saitama
- 17/11 :  Nippon Budokan, Tokyo
- 19/11 :  Nippon Budokan, Tokyo
- 14/12 :  indigO2, Londres
- 15/12 :  indigO2, Londres
- 17/12 :  indigO2, Londres

### 2009
- 21 mars 2009 :  North Harbour Stadium, Auckland
- 24 mars 2009 :  Brisbane Entertainment Centre, Brisbane
- 26 mars 2009 :  Adelaide Entertainment Centre, Adélaïde
- 28 mars 2009 :  Hope Estate Winery, Hunter Valley
- 29 mars 2009 :  Circuit de l'Albert Park, Melbourne
- 31 mars 2009 :  Acer Arena, Sydney
- 4 avril 2009 :  Members Equity Stadium, Perth

## Années 2010

### 2010
- 4 février 2010 :  Fort Lauderdale
- 7 février 2010 :  Sun Life Stadium, Miami Gardens
  - Spectacle de mi-temps du Super Bowl XLIV.
- 30 mars 2010 :  Royal Albert Hall, Londres
  - Concert au profit du Teenage Cancer Trust.

### 2011
- 13 janvier 2011 :  Hammersmith Apollo, Londres
  - Concert au profit de Killing Cancer.

### 2012
- 12/08 :  Stade olympique, Londres
  - Cérémonie de clôture des Jeux olympiques d'été de 2012.
- 01/11 :  BB&T Center, Sunrise
- 03/11 :  Amway Center, Orlando
- 05/11 :  Arena at Gwinnett Center, Duluth
- 08/11 :  Bi-Lo Center, Greenville
- 09/11 :  Greensboro Coliseum, Greensboro
- 11/11 :  Consol Energy Center, Pittsburgh
- 13/11 :  Verizon Center, Washington
- 14/11 :  Barclays Center, Brooklyn
- 16/11 :  TD Garden, Boston
- 20/11 :  Centre Bell, Montréal
- 21/11 :  Place Banque Scotia, Ottawa
- 23/11 :  Centre Air Canada, Toronto
- 24/11 :  Aréna Joe Louis, Détroit
- 27/11 :  Target Center, Minneapolis
- 29/11 :  Allstate Arena, Rosemont
- 30/11 :  Allstate Arena, Rosemont
- 02/12 :  Bridgestone Arena, Nashville
- 05/12 :  Madison Square Garden, New York
- 06/12 :  Prudential Center, Newark
- 08/12 :  Wells Fargo Center, Philadelphie
- 09/12 :  Mohegan Sun Arena, Uncasville
- 12/12 :  Madison Square Garden, New York
  - Participation au 12-12-12: The Concert for Sandy Relief.

### 2013
- 28/01 :  Honda Center, Anaheim
- 30/01 :  Staples Center, Los Angeles
- 01/02 :  Oracle Arena, Oakland
- 02/02 :  Reno Events Center, Reno
- 05/02 :  Valley View Casino Center, San Diego
- 06/02 :  Jobing.com Arena, Glendale
- 08/02 :  The Joint, Las Vegas
- 10/02 :  The Joint, Las Vegas
- 12/02 :  Pepsi Center, Denver
- 14/02 :  BOK Center, Tulsa
- 16/02 :  KFC Yum! Center, Louisville
- 17/02 :  Value City Arena, Columbus
- 19/02 :  Copps Coliseum, Hamilton
- 21/02 :  Nassau Veterans Memorial Coliseum, Uniondale
- 22/02 :  Boardwalk Hall, Atlantic City
- 24/02 :  Verizon Wireless Arena, Manchester
- 26/02 :  Dunkin' Donuts Center, Providence
- 28/02 :  The Theater at Madison Square Garden, New York
  - Concert au profit du Teen Cancer America Benefit.
- 08/06 :  The O2, Dublin
- 10/06 :  Odyssey Arena, Belfast
- 12/06 :  Scottish Exhibition and Conference Centre, Glasgow
- 15/06 :  O2 Arena, Londres
- 16/06 :  O2 Arena, Londres
- 18/06 :  Motorpoint Arena, Sheffield
- 20/06 :  Metro Radio Arena, Newcastle
- 23/06 :  Manchester Arena, Manchester
- 25/06 :  Motorpoint Arena, Cardiff
- 28/06 :  LG Arena, Birmingham
- 30/06 :  Echo Arena, Liverpool
- 03/07 :  Palais omnisports de Paris-Bercy, Paris
- 05/07 :  Ziggo Dome, Amsterdam
- 08/07 :  Wembley Arena, Londres